# SOM Biotech
SOM Innovation Biotech, S.A. (SOM Biotech), es una compañía farmacéutica privada con sede en el Parque Científico de Barcelona, Cataluña, España. Es una compañía farmacéutica enfocada en el descubrimiento y desarrollo acelerado de terapias para indicaciones huérfanas a través de su tecnología de descubrimiento de fármacos basada en inteligencia artificial y en el desarrollo de colaboraciones estratégicas con los principales centros de investigación y empresas farmacéuticas. SOM Biotech fue fundada en diciembre de 2009 y cuenta con un equipo de expertos en el desarrollo de medicamentos, junto con un consejo asesor internacional.

## Tecnología de descubrimiento de fármacos basada en IA
La tecnología SOMAI PRO es una tecnología de SOM Biotech patentada de descubrimiento de fármacos basada en IA. Se basa en Inteligencia Artificial y opera mediante la identificación de mapas de campo molecular.
La empresa aplica con éxito la tecnología SOMAI PRO para identificar fármacos eficaces para cualquier área terapéutica de interés mediante la identificación de nuevas dianas de fármacos, así como para identificar nuevas indicaciones para los medicamentos. La principal fortaleza de la tecnología de IA es que identifica los mecanismos de acción (actividad biológica) de las moléculas y determina sus análogos no estructurales con actividad biológica similar. Este es un factor de diferenciación clave en relación con la mayoría de los otros enfoques basados en IA, que utilizan métodos basados en la minería de datos, la similitud estructural o la estructura de la diana. La tecnología permite reducir los costos y el tiempo de desarrollo de medicamentos, proporcionando un alto nivel de éxito y una protección de patente confiable. 

## Desarrollo de fármacos
En 2013, el producto SOM0777 de SOM Biotech para el tratamiento del glioblastoma, fue licenciado a la empresa farmacéutica Argon Pharma.
En 2014, SOM Biotech inició la Fase 2a, prueba de concepto en humanos con su compuesto SOM0226 para el tratamiento de amiloidosis TTR. En diciembre de 2013, dicho compuesto recibió la designación de medicamento huérfano por parte de la FDA (Food and Drug Administration) americana. En 2016, después de terminar con éxito la Fase 2a, SOM0226 fue licenciado a Corino Therapeutics (EE. UU.) para el desarrollo clínico y la comercialización del fármaco.
En 2017, SOM Biotech hizo un acuerdo con Nippon Chemiphar (Japón) con el propósito de colaborar con el programa SOM3355 para el tratamiento de corea en la enfermedad de Huntington. De 2018 a 2019, SOM Biotech realizó con éxito un estudio clínico de fase IIa de prueba de concepto que evaluó la eficacia y seguridad de SOM3355 para reducir la corea en la enfermedad de Huntington.
La cartera clínica de SOM Biotech incluye programas para la amiloidosis TTR, corea en la enfermedad de Huntington, Fenilcetonuria, COVID-19. La cartera preclínica incluye programas para la enfermedad de Niemann Pick Tipo C, Parkinson y Tay-Sachs. La línea de desarrollo inicial de la empresa consta de 20 programas de enfermedades huérfanas.

## Otras actividades
En 2013, SOM Biotech fue la compañía ganadora del Premio Emprendedor XXI Creces 2013 en biotecnología, una iniciativa para proyectos de innovación impulsada por La Caixa conjuntamente con el Ministerio Español de Industria, Energía y Turismo, a través de ENISA. Estos premios son reconocidos como una de las iniciativas de apoyo al emprendimiento más consolidada de España.
En 2018, por su apuesta y empeño para lograr avances médicos en beneficio de distintas enfermedades huérfanas y su exponencial crecimiento en este año, SOM Biotech recibió el Premio Tecnología siglo XXI en la categoría Hito Tecnológico. En 2020 y 2021 SOM Biotech fue incluido en la lista de las empresas españolas a seguir, publicada por Sifted, una empresa respaldada por Financial Times.

## Financiación
En 2016, SOM Biotech cerró una ronda de financiación de 2 millones de euros participada por 18 super-business angels, la mayoría de los cuales son ejecutivos del sector farmacéutico, de diversos países de todo el mundo como Mónaco, Reino Unido, Polonia, República Checa, Estados Unidos, Corea del Sur, Hong Kong, India y España. En 2019, la compañía cerró otra ronda de financiación de 7 millones de euros. La operación ha sido liderada por una sociedad propiedad de una familia europea con larga tradición en el sector farmacéutico.